# Thomas D'Alesandro Jr.
Thomas Ludwig John D'Alesandro Jr. (Baltimora, 1º agosto 1903 – Baltimora, 23 agosto 1987) è stato un politico statunitense, membro della Camera dei Rappresentanti per lo stato del Maryland dal 1939 al 1947 e successivamente sindaco di Baltimora fino al 1959.
Era il padre di Nancy D'Alesandro, coniugata Pelosi, ex speaker della Camera dei rappresentanti degli Stati Uniti.

## Biografia
È nato a Baltimora da genitori italiani: il padre, Tommaso D'Alessandro, era arrivato negli Stati Uniti da Montenerodomo, mentre la madre, Maria Antonia Petronilla, era nata a Baltimora da genitori emigrati da Genova. Thomas D'Alesandro studiò al Calvert Business College, e in seguito intraprese la professione di broker assicurativo. Sposatosi con Annunziata Lombardi, divenne padre di sei figli, tra cui Nancy e Thomas. Entrato in politica con il Partito Democratico, nel 1926 fu eletto all'interno della Camera dei delegati del Maryland, la camera bassa della legislatura statale del Maryland, dove rimase fino al 1933. Fu poi eletto all'interno del consiglio comunale della sua città natale.
Nel 1938 si candidò alla Camera dei rappresentanti e sconfisse nelle primarie il deputato in carica Vincent Luke Palmisano, per poi affermarsi anche nelle elezioni generali. Riconfermato per altri quattro mandati negli anni successivi, rassegnò le proprie dimissioni dal Congresso nel maggio del 1947, dopo aver vinto le elezioni per la carica di sindaco di Baltimora. D'Alesandro rivestì questa carica per i successivi dodici anni, finché nel 1959 venne sconfitto da J. Harold Grady.
Nel 1954 D'Alesandro aveva annunciato la propria candidatura alla carica di governatore del Maryland, ma era stato costretto ad abbandonare la competizione quando era emerso che per la campagna elettorale aveva ricevuto finanziamenti da parte del pregiudicato Dominic Piracci, azione per la quale comunque non era stato condannato. Le elezioni vennero poi vinte dal repubblicano Theodor McKeldin, che era stato predecessore di D'Alesandro come sindaco di Baltimora.
Nel 1958 D'Alesandro si era candidato al Senato contro il repubblicano in carica James Glenn Beall, ma era stato sconfitto di misura, perdendo di fatto per la prima volta un'elezione. Thomas D'Alesandro morì nell'agosto 1987 all'età di ottantaquattro anni. Pochi mesi prima, sua figlia Nancy era stata eletta deputata alla Camera per lo stato della California.